# Danuta Przystasz
Danuta Antonina Przystasz, ps. „Danuta”, „Brzoza”, „Danuta Skiba”, „Danuta Raczyńska”, „Sławomira Mędrzycka” (ur. 13 czerwca 1920 w Niewistce, zm. 3 listopada 2019 w Warszawie) – polska prawnik, podczas II wojny światowej zaangażowana w konspiracji, uczestniczka powstania warszawskiego, współorganizatorka i komendantka autonomicznej organizacji kobiecej Związek Kobiet Czynu. Po wojnie więziona i prześladowana przez władze komunistyczne PRL. Zawodowo edytorka i redaktorka oraz nauczycielka. Działaczka Rodziny Katyńskiej w Warszawie. Odznaczona Orderem Virtuti Militari, w 2012 awansowana na stopień majora Wojska Polskiego. Honorowa Obywatelka Sanoka i gminy Dydnia.

## Życiorys

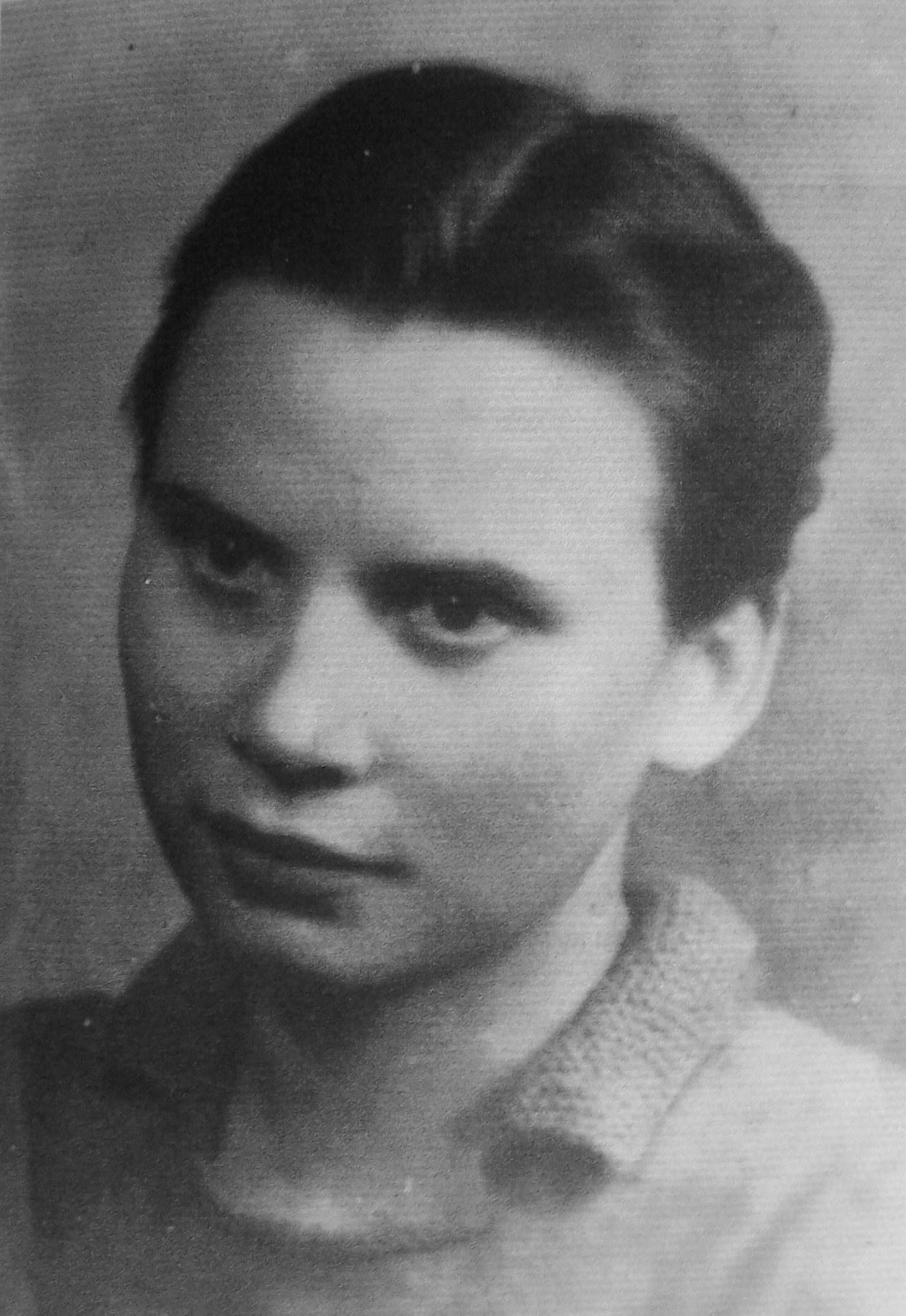
Danuta Przystasz (1947)

Urodziła się w Niewistce jako córka Ignacego (1867–1959) i Anny z domu Iwańczyk (1879–1956). Ignacy Przystasz pochodził z Witryłowa, przejął po swoim ojcu Michale gospodarstwo, ukończył Szkołę Gospodarstwa Wiejskiego w Dublanach z tytułem agronoma, zawodowo zajmował się administrowaniem majątkami ziemskimi, pracował jako zarządca majątków, w tym charakterze przez dwa lata pracował na Podolu, po czym został zatrudniony w Kleciach w posiadłości Honoraty Pawłowskiej. Podczas I wojny światowej odbył półroczną służbę wojskową na froncie na przełomie 1917/1918, a później pracował jeszcze w Niewistce, Nozdrzcu (majątek rodziny Skrzyńskich) i Hroszówce. Jego żona Anna pochodziła z Sanoka, pracowała jako nauczycielka z Witryłowie. Danuta była trzecim dzieckiem Przystaszów, przed nią urodzili się Zbigniew (1912) i Mieczysław (1914). Wobec konieczności nauki szkolnej dzieci, w 1920 rodzina osiadła w Sanoku (zamieszkiwała początkowo przy ulicy Królewskiej, następnie w samodzielnie budowanym od 1931 domu przy ulicy Młynarskiej 18). W Sanoku Przystaszowie przyjaźnili się z rodziną Florkowskich, w tym z Aleksandrem.
W 1938 Danuta Przystasz ukończyła Gimnazjum Żeńskie im. Emilii Plater w Sanoku (czteroklasowe nowego typu), a w 1939 pierwszą klasę liceum w tej szkole. Działała wówczas w Lidze Morskiej i Kolonialnej . Ponadto należała do Sodalicji Mariańskiej, Organizacji Pracy Obywatelskiej Młodzieży „Straż Przednia”, Hufca Szkolnego Przysposobienia Wojskowe Kobiet. Przed wybuchem II wojny światowej w 1939 przeszła szkolenia przysposobienia obronnego (głównie sanitarne) oraz kursy obrony przeciwlotniczej i przeciwpożarowej . W ramach tej służby, podczas kampanii wrześniowej 1939 pełniła funkcję zastępcy dowódcy rejonu. Podczas wojny obronnej posiadała przydział do obrony przeciwlotniczej i przeciwpożarowej w Sanoku oraz udzielała się w służbie sanitarnej. Po kapitulacji Polski zaangażowała się na Rzeszowszczyźnie w działalność konspiracyjną w ramach Chłopskiej Organizacji Wolności „Racławice”, do której została przyjęta przez kpt. art. Władysława Kołodziejskiego (przybrała pseudonimy „Danuta”, „Danuta Skiba” i „Brzoza”; używała też fałszywej tożsamości „Danuta Raczyńska”), działała przy nasłuchu radiowym , jako kurierka, zbierając informacje o przejętym przez Niemców przemyśle naftowym w okolicy Sanoka. Uczestniczyła w różnych akcjach m.in. w przy przerzutach polskich wojskowych na Węgry organizowała kwatery oraz dwa razy przeprowadziła grupy mężczyzn do Leska. Jednocześnie uczyła się w Sanoku na tajnych kompletach w ramach przedwojennego sanockiego gimnazjum, zaś egzamin dojrzałości zdała 2 stycznia lub 31 grudnia  1942 w konspiracyjnych warunkach w domu p. Kądzielowej przy ulicy Kazimierza Lipińskiego (przewodniczącą komisji egzaminacyjnej była dr Zofia Skołozdro, kierowniczka Gimnazjum Żeńskiego w Sanoku).
Z powodu licznych aresztowań w Sanoku, włącznie z najściem domu rodzinnego przez gestapo, na przełomie marca i kwietnia 1942 wyjechała do Warszawy, gdzie zamieszkała u Wandy Tumidajskiej (wkrótce potem do stolicy dotarł także jej brat) . W stolicy nawiązała kontakt z tworzącą się organizacją kobiecą Związek Kobiet Czynu, która działała autonomicznie przy Ruchu Miecz i Pług . Wstąpiła do tej organizacji składając przysięgę 13 czerwca 1942 w mieszkaniu kierującej od 1941 Wydziałem Kobiecym w Centralnym Kierownictwie Ruchu MiP ps. „Alicja”. Była organizatorką ZKC, a po wyjeździe z Warszawy „Alicji”, jesienią 1942 została komendantką organizacji funkcjonując pod pseudonimem „Danuta” . Po przekształceniu Wydziału Kobiecego w autonomiczny ZKC MiP (luty 1943) kierowała tą organizacją do listopada 1944 . W ramach tej działalności zajmowała się w tym okresie pracą oświatową, sanitarną i kolporterską związaną z wydawaniem podziemnego pisma „Polka Czynu”, stanowiącego organ prasowy ZKC (współdziałała w jego redagowaniu od końca 1942 do lipca 1944) . W 1942 wraz z bratem Mieczysławem ukrywała się tymczasowo na terenie wsi Raczkowa nieopodal rodzinnego Witryłowa (w tym czasie ukrywał się tam mjr Emil Holuka-Charzewski). Po rozpadzie MiP (we wrześniu 1943 zostali zlikwidowani dwaj przywódcy Anatol Słowikowski i Zbigniew Grad) zaangażowała się w działalność Wojskowego Korpusu Służby Bezpieczeństwa (wywodzącego się z Korpusu Bezpieczeństwa), a w ramach jego 3 Dywizji była organizatorką Pomocniczej Służby Kobiet na przełomie 1943/1944 i została mianowana dowódcą Samodzielnego Oddziału PSK–AK (początkowo jako łączniczka z cenzusem, następnie w stopniu podporucznika czasu wojny, a w styczniu 1945 awansowana na stopień kapitana czasu wojny). W WKSB działała nadal w 1944, do tego czasu funkcjonowała pod tożsamością „Sławomira Mędrzycka” i mieszkała przy ulicy Juliusza Słowackiego 25 na Żoliborzu. W stolicy pracowała w ciastkarni, uczęszczała też na wykłady historii na Uniwersytecie Warszawskim.
Po wybuchu powstania warszawskiego 1 sierpnia 1944 przystąpiła do walczących przyjmując pseudonim „Skiba” . Służyła jako łączniczka w kompanii 200 sztabowej Zgrupowania AK „Żywiciel” na Żoliborzu do 30 września 1944 . Posiadała stopień wojskowy strzelca i przydział do plutonu 299 w strukturze Wojskowej Służby Ochrony Powstania . Udzielała się także przy pomocy na rzecz cywilow prowadzonej przez ks. mjr. Zygmunta Trószyńskiego ps. „Alkazar”. Pod koniec września 1944 brała udział w ewakuacji szpitala przy ul. Krechowieckiej, została wówczas zasypana przez gruzy, po czym uratowana.
Po upadku powstania na Żoliborzu wyszła z miasta wraz z ludnością cywilną 30 września 1944. W Gołąbkach zdołała zbiec z transportu do obozu w Pruszkowie . Następnie przedostała się przez Piastów (tam 10 października dotarł też jej brat Mieczysław, także uczestniczący w powstaniu). Następnie przez Żyrardów przedostali się w rejon Skierniewic (gdzie odtwarzało się kierownictwo Miecza i Pługa oraz struktury tej organizacji, włącznie ze Związkiem Kobiet Czynu) i otrzymali zakwaterowanie we wsi Mokra Prawa . Tam udzielała lekcji języka polskiego, historii i geografii wiejskiej młodzieży. Jednocześnie nadal funkcjonowała w działalności konspiracyjnej w okolicach Skierniewic, Sochaczewa, Łowicza. Po rozwiązaniu formacji organizacji Miecz i Pług oraz Związku Kobiet Czynu w listopadzie 1944, Danuta Przystasz działała nadal w WKSB służąc w 3 Dywizji tegoż . Rozkazem z 20 listopada 1944 została przydzielona w charakterze kurierki do 12 pułku, będąc wówczas w stopniu podporucznika czasu wojny. Tego samego dnia za działalność w tej organizacji Rozkazem Dywizyjnym nr 29 z 20 listopada 1944 została odznaczona Krzyżem Srebrnym Orderu Virtuti Militari. Jako kurierka przewoziła broń i rozkazy . W styczniu 1945 została awansowana na stopień kapitana czasu wojny. W Skierniewicach została dowódcą Oddziału WSK Sztabu 3 Dywizji WKSB-AK. Przewoziła także rozkazy (np. do Częstochowy i Krakowa) do Szefostwa Biur Wojskowych KG AK.
W styczniu 1945 powróciła wraz z bratem na krótko do zburzonej Warszawy, jednak wskutek braku mieszkania wyjechała do Sanoka. Stamtąd na wiosnę ponownie przyjechała do stolicy, skąd (po rozwiązaniu WKSB) z bratem jako pracownicy Ministerstwa Ziem Odzyskanych 10 kwietnia 1945 zostali skierowani do pracy w Urzędzie Pełnomocnika Rządu w Olsztynie (płk. Jakuba Prawina) . Ich zamierzeniem była praca na rzecz ujednolicenia ziem z resztą Polski. Danuta Przystasz pracowała jako referentka prasowa w biurze Delegata Rządu, prowadziła kursy repolonizacyjne dla młodzieży warmińskiej i mazurskiej . W 1945 wraz z bratem byli założycielami Spółki Wydawniczej „Zagon”, której celem miało być zaspokajanie potrzeb materialnych i kulturalnych jej członków, podnoszenie oświaty ogólnej i rolniczej. Danuta Przystasz współuczestniczyła w uruchomieniu jej drukarni. W trakcie 1945 przeszła tyfus . W Olsztynie wraz z bratem zamieszkiwała przy ul. Warmińskiej 2. 19 października 1945 w swoim mieszkaniu została aresztowana przez funkcjonariuszy UB (dwa dni wcześniej aresztowany został także jej brat Mieczysław, aczkolwiek w innej niż ona sprawie ). Oboje początkowo byli przetrzymywani w Olsztynie, a po około 10 dniach przewiezieni do Warszawy i osadzeni osobno, aczkolwiek w tych samych zakładach; Danuta Przystasz w okresie przesłuchań była przetrzymywana w budynkach MBP przy ulicy Koszykowej, a następnie przy ulicy Rakowickiej przez ponad 7 miesięcy . Po ciężkim śledztwie i umorzeniu śledztwa została zwolniona 24 maja 1946. Mieczysław Przystasz został skazany na karę 10 lat pozbawienia wolności, zaś Danuta do jego zwolnienia z więzienia w 1954 wspierała go poprzez widzenia, korespondencję i przekazywane paczki .
Po wyjściu na wolność wróciła do Olsztyna, gdzie została zatrudniona w Wydziale Zdrowia Urzędu Wojewódzkiego, a ponadto pracowała w Składnicy Sanitarnej w pobliskim Kortowie (w tym czasie miała wydany nakaz meldowania się o pobycie). Od 1945 w Olsztynie prowadziła studia na zamiejscowym Wydziale Prawa Uniwersytetu Mikołaja Kopernika w Toruniu. W 1948 zamieszkała w Warszawie. Pracowała wówczas w Zarządzie Głównym Pracowników Bankowych, Kas Komunalnych PZU, a zamieszkiwała przy ulicy Lwowskiej 7 u swojej przyjaciółki Janiny (wcześniej wdowy po kpt. Stanisławie Poraj Jakubowskim, zamordowanym w obozie Mauthausen, od 1947 żony Zygmunta Robla; matki Leonarda Jakubowskiego). Następnie pracowała w Centrali Banku Komunalnego (1949), skąd została zwolniona jako „wróg Polski Ludowej”. W stolicy kontynuowała studia prawnicze od trzeciego roku toku nauczania na Wydziale Prawa Uniwersytetu Warszawskiego i ukończyła je w 1951 z tytułem magistra nauk prawnych. Jeszcze przed magisterium, jej opiekun dydaktyczny, prof. Jerzy Starościak zaproponował jej asystenturę oraz tytuł przyszłej pracy doktorskiej pt. „Rola skarg i zażaleń na działanie administracji”, co jednak zostało zablokowane przez władze polityczne uniwersytetu, z uwagi na wrogą działalność Danuty Przystasz wobec władzy ludowej w przeszłości.

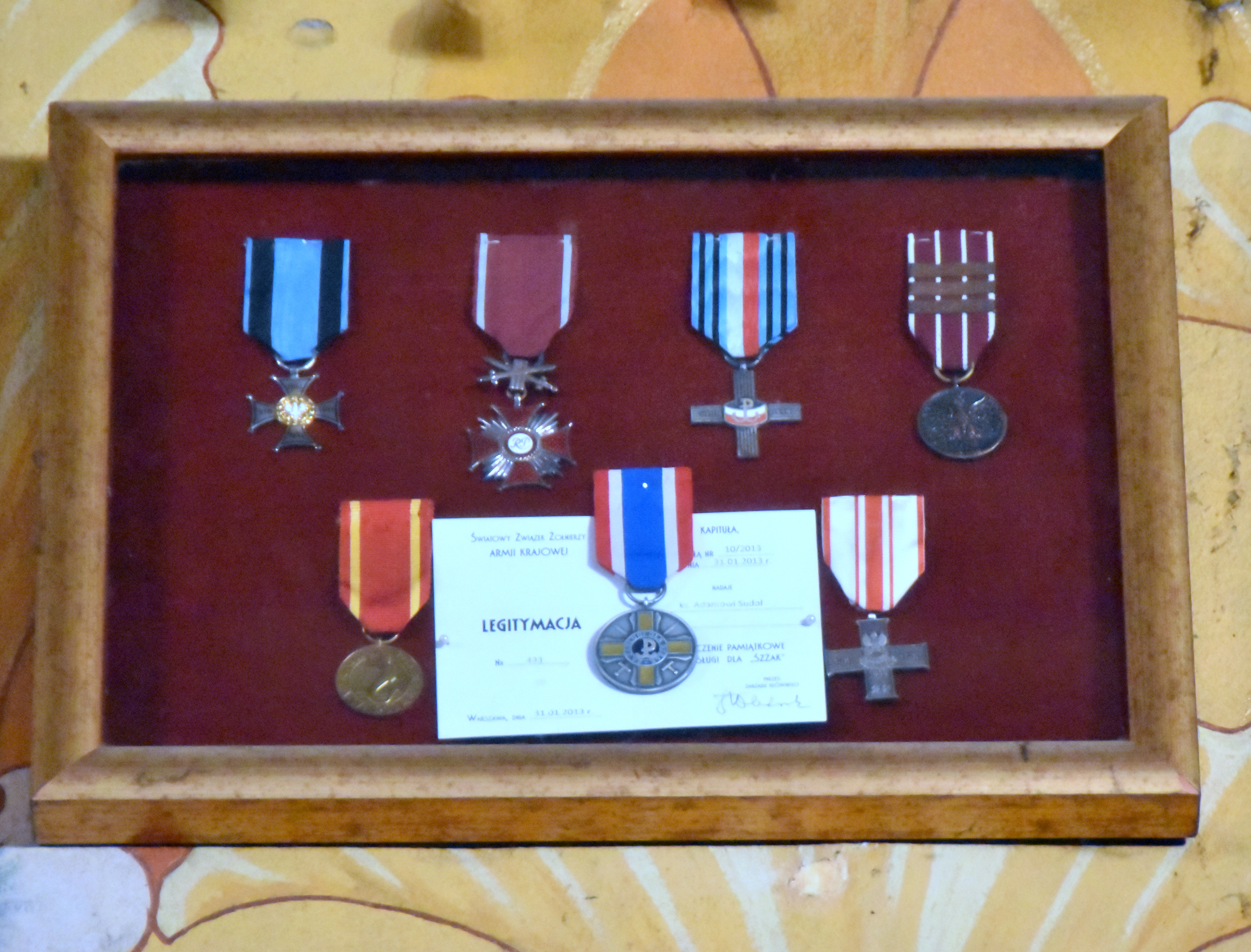
Gablota z odznaczeniami Danuty i Mieczysława Przystaszów w kościele Przemienienia Pańskiego w Sanoku

Po ukończeniu studiów z uwagi na swoją działalność konspiracyjną z przeszłości nie mogła znaleźć pracy zgodnej z wykształceniem. Do 1952 pracowała w sferze bankowości (została zwolniona z Centrali Banku Komunalnego). Następnie przez pół roku pozostawała bez pracy. W rezultacie podjęła się zajęcia redaktorskiego i edytorskiego, zwłaszcza w zakresie podręczników szkolnych. Od wiosny 1952 była zatrudniona w Państwowych Zakładach Wydawnictw Szkolnych i pracowała tam do końca 1981, gdy przeszła na emeryturę . Zajmowała się edytorstwem, zajmowała stanowiska redaktora, redaktora działu, kierownika redakcji, zastępcy redaktora naczelnego . Była członkiem komisji programowych w Ministerstwie Oświaty i Wychowania oraz komisji pod egidą UNESCO ds. nazewnictwa geograficznego i historycznego w podręcznikach szkolnych. Publikowała artykuły, referaty wydawane w czasopismach i wydawnictwach szkolnych, dotyczące kwestii zawodu nauczycielskiego i teorii podręcznika szkolnego. Została autorką artykułu pt. Związek Kobiet Czynu w Ruchu Miecz i Pług. Była redaktorką publikacji Dwa dni w mieście naszej młodości. Sprawozdanie ze zjazdu koleżeńskiego wychowanków Gimnazjum Męskiego w Sanoku w 70-lecie pierwszej matury w roku 1958 podsumowującego zjazd absolwentów sanockiego gimnazjum (1960). Współtworzyła książkę dla młodzieży polonijnej pt. Polska. Ziemia i ludzie (1984) . Dodatkowo, latach 50. i 60. przez ok. 10 lat pracowała jako nauczycielka w szkołach średnich dla dorosłych, a do 1998 współpracowała z działem czasopiśmiennictwa przedmiotowego dla nauczycieli w ramach Wydawnictw Szkolnych i Pedagogicznych. Do 1965 była inwigilowana przez służby bezpieczeństwa PRL.
Po wojnie zamieszkała przy ulicy Lwowskiej w Warszawie. Od 1988 zaangażowała się w działalność Warszawskiej Rodziny Katyńskiej, późniejszego Stowarzyszenia Rodzina Katyńska w Warszawie . Była autorką pierwotnej wersji statutu tego stowarzyszenia, a w jego ramach zajmowała się sprawozdaniami i regulaminami. W 1989, upamiętniając brata Zbigniewa, po raz pierwszy odwiedziła miejsce pochówku polskich jeńców w Katyniu. W latach 90. podjęła współpracę z Fundacją Archiwum i Muzeum Pomorskie Armii Krajowej oraz Wojskowej Służby Polek w Toruniu i Memoriałem Generał Marii Wittek. Staraniem Danuty Przystasz w 2000 ukazała się publikacja pt. Listy z więzienia Mieczysława Przystasza z lat 1945–1954, opracowana na podstawie listów nadsyłanych przez niego w okresie więzienia; redaktorem opracowania był historyk Andrzej Romaniak, daleki krewny rodziny Przystaszów, zaś wstęp i objaśnienia napisała Danuta Przystasz. Listy i pamiątki po bracie Mieczysławie przekazała Danuta Przystasz na rzecz Muzeum Historycznego w Sanoku. Przekazane przez Danutę Przystasz odznaczenia własne oraz brata Mieczysława Przystasza zostały umieszczone w gablocie obok prawego ołtarza w kościele Przemienienia Pańskiego w Sanoku.
Jako kombatantka była mianowana i awansowana na stopnie oficerskie w Wojsku Polskim: 13 grudnia 2000 na podporucznika, 17 lipca 2003 na kapitana, a w 2012 postanowieniem ministra obrony narodowej na majora. Po zatwierdzeniu w czerwcu 2002 w swoim mieszkaniu otrzymała Order Virtuti Militari . Została członkiem zwyczajnym Stowarzyszenia Klub Kawalerów Orderu Wojennego Virtuti Militari. W 2001 wydano drukiem jej wspomnienia pt. Jedno życie. Tak mało... Tak wiele.... 

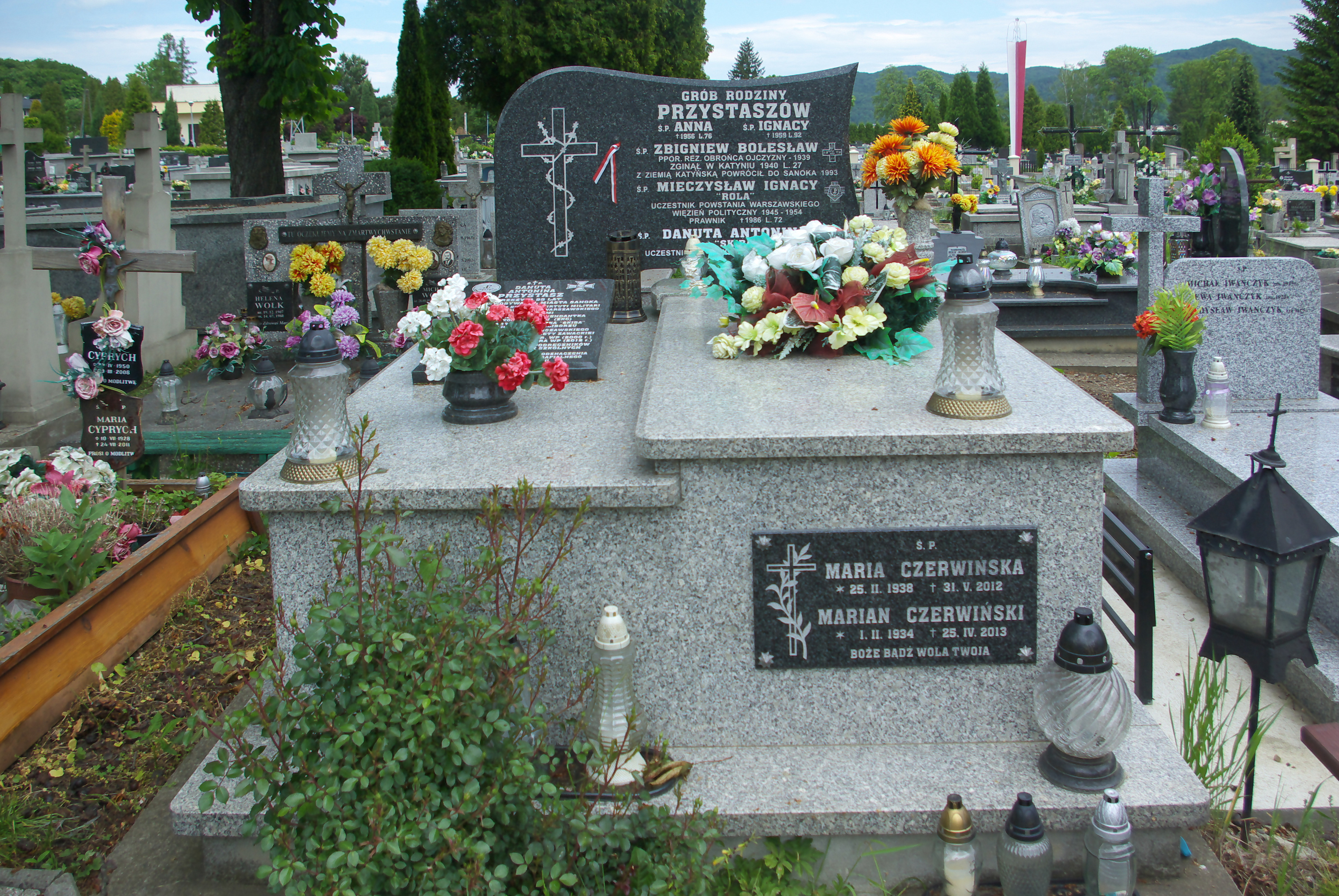
Grobowiec Przystaszów

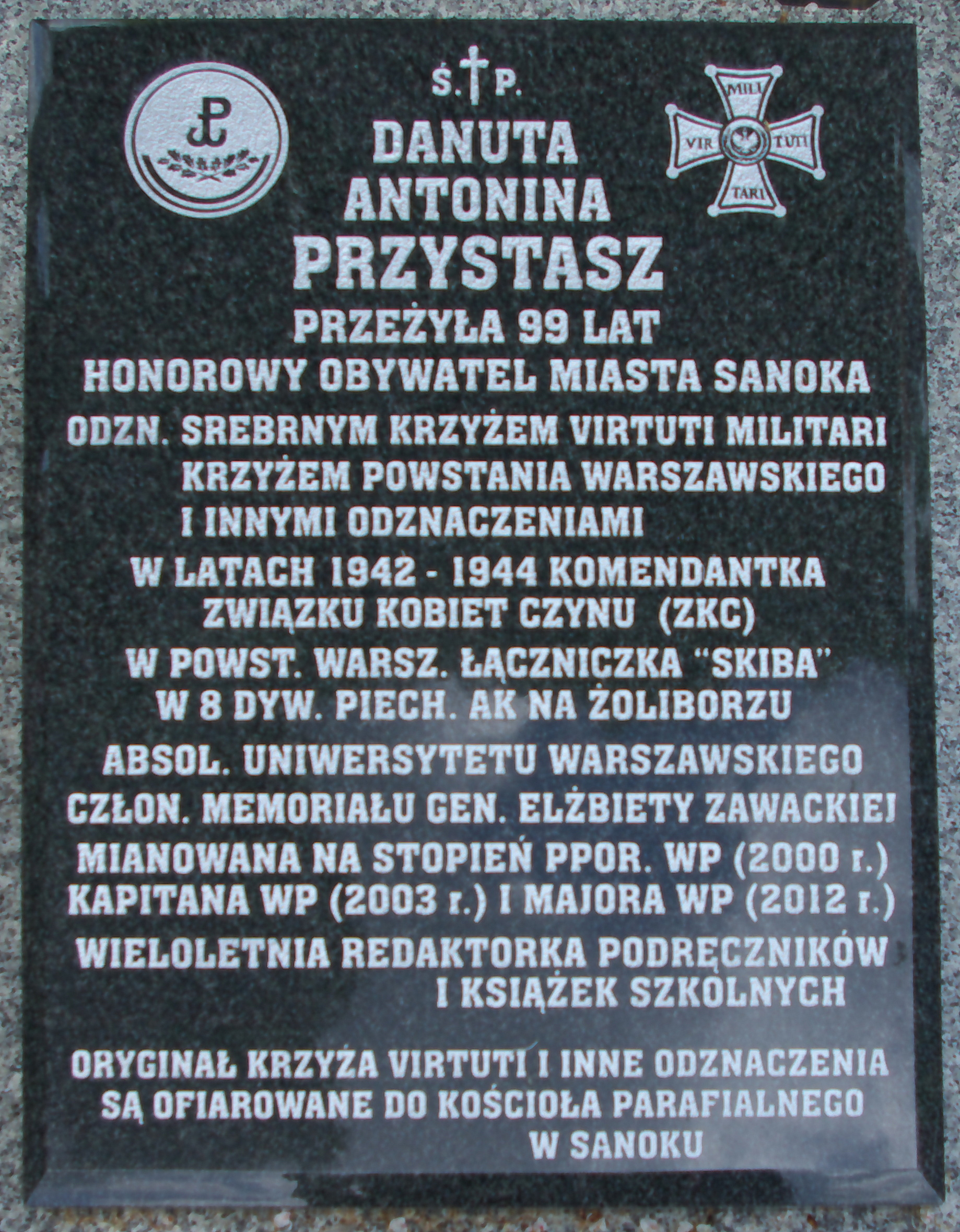
Tablica upamiętniająca Danutę Przystasz na grobowcu rodzinnym

Danuta Przystasz zmarła 3 listopada 2019 w Warszawie. 8 listopada 2019, po mszy św. odprawionej przez ks. Andrzeja Skibę, została pochowana w grobowcu rodzinnym na Cmentarzu Centralnym w Sanoku.
Miała braci Zbigniewa (1912–1940, ofiara zbrodni katyńskiej) i Mieczysława (1914–1986). Danuta i Mieczysław byli jednymi z nielicznych powstańców warszawskich w 1944 pochodzących z Sanoka. Wszyscy z trojga rodzeństwa studiowali prawo na Uniwersytecie Warszawskim. Ich wujem (mąż siostry ich matki, Marii) był uczestnik walk o niepodległość i oficer Wojska Polskiego Władysław Mączka, brat oficera i poety legionowego Józefa Mączki .

## Odznaczenia i wyróżnienia
- Krzyż Srebrny Orderu Virtuti Militari (Rozkaz Dywizyjny z 20 listopada 1944, za zasługi dla WKSB[36][25], na wniosek Elżbiety Zawackiej zweryfikowany przez Urząd do Spraw Kombatantów i Osób Represjonowanych i zatwierdzony w 2002)[25][13]
- Krzyż Kawalerski Orderu Odrodzenia Polski (1977)[25][13]
- Złoty Krzyż Zasługi z Mieczami (1944)[25]
- Srebrny Krzyż Zasługi z Mieczami[13]
- Medal Wojska – czterokrotnie[25]
- Srebrny Krzyż Zasługi (1971)[13]
- Warszawski Krzyż Powstańczy (1983)[59]
- Medal za Warszawę 1939–1945 (1976)[25]
- Medal Komisji Edukacji Narodowej (1975)[59][13] [25]
- Odznaka „Zasłużony Działacz Kultury” (1975)[25]
- Odznaka „Weteran Walk o Wolność i Niepodległość Ojczyzny”[59][25]
- Odznaka „Za Zasługi dla Światowego Związku Żołnierzy Armii Krajowej”
- Tytuł Honorowego Członka Muzeum Powstania Warszawskiego[21]
- Tytuł Honorowego Obywatelstwa Królewskiego Wolnego Miasta Sanoka (28 marca 2017)[68][69][70]
- Tytuł Honorowego Obywatelstwa Gminy Dydnia (11 lipca 2017)[71]